# Engin Akyürek
Engin Akyürek (Ancara, 12 de outubro de 1981) é um modelo e ator turco.

## Biografia
Nascido em 12 de outubro de 1981 em Ancara, na Turquia, Engin Akyürek é o filho mais velho de um funcionário público e de uma dona de casa, sendo graduado em Linguística e História pela Universidade de Ancara, desde 2002.
Tendo iniciado no teatro já nos tempos de estudante, só se profissionalizou na carreira de ator depois de vencer o reality show “Estrelas da Turquia”. 
E depois de alguns trabalhos em que foi se destacando, já tendo recebido o prêmio de ator revelação em seu país, ganhou fama internacional ao protagonizar, de 2010 a 2012 ao lado da atriz e amiga Beren Saat, o drama, baseado em uma história real, na série Fatmagül'ün Suçu Ne?, que fora comercializada por volta de 2014 para toda a América Latina, Brasil, EUA, para vários países da Ásia, Índia, alguns da Europa e Arábia Saudita. 
Entre os anos de 2014 e 2015,  Engin protagonizou quase que simultaneamente, a série Kara Para Aşk, como Ömer Denin ao lado de Tuba Büyüküstün (como Elif Denizer) e o longa metragem A Small September Affair  ao lado da atriz Farah Zeynep Abdullah, onde viveu o conturbado Tekin. (em português, Um pequeno caso em Setembro).
Em setembro de 2015, Engin recebeu o prêmio de melhor ator no Seoul International Drama Awards. E foi indicado ao prêmio de melhor ator no Emmy Internacional, o maior prêmio internacional de produções para televisão, por seu papel como Ömer Demir em Kara Para Aşk.
Em seu mais recente trabalho, Engin viveu Dağhan, personagem central de Ölene Kadar, uma série produzida pela Tims Productions e veiculada pela ATV, de janeiro a abril de 2017.